# Manuel Bento
Manuel Galrinho Bento (25 de juny de 1948 - 1 de març de 2007) és un exfutbolista portuguès de la dècada de 1980.
Fou 63 cops internacional amb la selecció portuguesa amb la qual participà en la Copa del Món de futbol de 1986.
Pel que fa a clubs, defensà els colors de SL Benfica durant vint temporades.

## Palmarès
Benfica
- Primeira Divisão: 1972-73, 1974-75, 1975-76, 1976-77, 1980-81, 1982-83, 1983-84, 1986-87, 1990-91
- Taça de Portugal: 1979-80, 1980-81, 1982-83, 1984-85, 1985-86, 1986-87
- Supercopa Cândido de Oliveira: 1979, 1984
- Taça de Honra (6)